# الکساندریا (اوهایو)
الکساندریا، اوهایو (به انگلیسی: Alexandria, Ohio) یک سکونتگاه مسکونی در ایالات متحده آمریکا است که در شهرستان لیکینگ، اوهایو واقع شده‌است.

## خصوصیات
الکساندریا ۰٫۶۵ کیلومترمربع مساحت و ۵۱۷ نفر جمعیت دارد و ۲۹۶ متر بالاتر از سطح دریا واقع شده‌است.